# Рафа Іріондо
Рафа Іріондо (ісп. Rafael Iriondo Aurtenetxea, 24 жовтня 1918, Герніка-Лумо — 24 лютого 2016, Більбао) — іспанський футболіст, що грав на позиції нападника, флангового півзахисника. По завершенні ігрової кар'єри — тренер.
Виступав, зокрема, за клуб «Атлетік Більбао», а також національну збірну Іспанії.
Як футболіст, ставав чемпіоном Іспанії та чотириразовим володарем Кубка Іспанії з футболу, а як тренер — дворазовий володар Кубка Іспанії з футболу.

## Біографія
Народився 24 жовтня 1918 року в місті історичному центрі басків, містечку Герніка-Лумо. Вважається вихованцем юнацьких команд футбольних клубів «Герніка» та «Атлетік Більбао». Все своє життя він присвятив футболу: спершу як гравець, потім як тренер, поготів уже як консультант та ветеран футболу.

### Футбольна кар'єра
А перші ази футболу він освював у рідному місті в регіональній першості Басконії, виступаючи за однойменний місцевий клуб. В одній з таких ігор, супроти команди-філіала «Більбао Атлетік», він яскраво виділявся, тож, невдовзі, отримав пропозицію перебратися до Більбао.
Громадянська віна в Іспанії вплинула на спортивні змагання. Чимало басків подалися із небезпечних, охоплених протистояннями територій (і з Басконії також). Схоже вчинив й Рафа Іріондо — перебравшись на африканський континент. Там він заприятелював з місцевими спортсменами й невдовзі уже спробував свої сили в місцевому клубі-тезці: «Атлетико Магреб» (Тетуан). 18-літній юнак провів сезон за команду міста Тетуан, яка виступала в нижчих лігах іспанської першості (бо Тетуан було під протекторатом Іспанії).
У дорослому футболі дебютував виступами за команду клубу «Більбао Атлетік», в якій провів один сезон. А в сезоні 1939—1940 років захищав кольори команди клубу «Атлетико Магреб» (Тетуан).
Своєю грою за останню команду привернув увагу представників тренерського штабу клубу «Атлетік Більбао», до складу якого приєднався 1940 року. Відіграв за клуб з Більбао наступні тринадцять сезонів. Коли він покидав свою команду, на його рахунку було 323 матчі, в яких він забив 115 голів. А завершальною крапкою виступів за команду-легенду баскського футболу був гол забитий в фіналі Кубка дель Рей каталонській «Барселоні» в 1953 році.
Протягом 1953—1953 років захищав кольори команди клубу «Баракальдо».
Завершив професійну ігрову кар'єру у клубі «Реал Сосьєдад», за команду якого виступав протягом 1953—1955 років.

### Виступи за збірну
1946 року дебютував в офіційних матчах у складі національної збірної Іспанії. Протягом кар'єри у національній команді, яка тривала 2 роки, провів у формі головної команди країни 2 матчі, забивши 1 гол.
Дебютував за збірну в 1946 році в Мадриді, в товариському матчі зі збірною Ірландії, це була перша гра команди після світового бойкоту режиму Франко (відтак і всіх національних команд цієї країни). Другий його виступ відбувся в Лісабоні, невтішний результат матчу не заглушив результативної його дії. Забивши гола у ворота збірної Португалії уже на перші хвилині матчу, Ірондо з таким рекордом скорострільності ще тривалий час нагадував про себе іспанським вболівальникам та майбутнім гравцям збірної Іспанії.

### Кар'єра тренера
Розпочав тренерську кар'єру відразу ж по завершенні кар'єри гравця, 1955 року, очоливши тренерський штаб клубу «Індаучу», в якому пропрацював до 1958. Згодом повертався до цієї команди протягом 1960—1961 і 1964—1965 років.
1958 року став головним тренером команди «Алавес», тренував цей баскський клуб один рік.
Згодом протягом 1968—1969 та 1974—1976 років очолював тренерський штаб клубу «Атлетік Більбао».
Також працював з командами клубів з інших регіонів Іспанії — «Еспаньйола» (1969—1970), «Реал Сарагоса» (1971—1972) та «Реал Сосьєдад» (1972—1974).
Останнім місцем тренерської роботи був клуб «Реал Бетіс», головним тренером команди якого Рафа Іріондо був протягом 1976—1978 років, а також з 1981 по 1982 рік.

### Після футболу
Подальша доля Іріондо була пов'язана з футболом: він консультував тренерів в федерації футболу басків, виступав на урочистостях та займався футбольною аналітикою.
Помер 24 лютого 2016 року на 98-му році життя.

## Титули і досягнення

### Як гравця
- Чемпіон Іспанії (1):

«Атлетік»: 1942-43
- Володар Кубка Іспанії з футболу (4):

«Атлетік»: 1943, 1944, 1944-45, 1949-50
- Володар Кубка Еви Дуарте (1):

«Атлетік»:  1950

### Як тренера
- Володар Кубка Іспанії з футболу (2):

«Атлетік»: 1969
«Реал Бетіс»: 1976-77